# Peter Schmeichel
Pour les articles homonymes, voir Schmeichel.
Peter Bolesław Schmeichel, né le 18 novembre 1963 à Gladsaxe au Danemark, est un footballeur international danois, qui jouait au poste de gardien de but.
Il est considéré comme l’un des plus grands gardiens de but de l’histoire. Il a été élu meilleur gardien de football des années 1992 et 1993 et a également été classé parmi les dix meilleurs gardiens de football du XXe siècle par l’IFFHS. Joueur majeur de l'équipe nationale du Danemark de 1987 à 2001, il détient le record de matchs joué avec 129 rencontres disputées pour sa sélection jusqu'à être dépassé en 2024 par Simon Kjær (132) et Christian Eriksen (144, toujours international).
Son fils Kasper Schmeichel (1986-) est également un footballeur professionnel évoluant au poste de gardien de but. Il est sélectionné en équipe du Danemark depuis 2013, dont il est le quatrième joueur le plus sélectionné avec 114 capes.

## Biographie
D'un père polonais musicien de jazz, et d'une mère danoise infirmière, né dans la banlieue de Copenhague de Gladsaxe, il est citoyen polonais jusqu'à l'âge de sept ans.

### En club
Peter Schmeichel fait ses débuts professionnels dans le club de Hvidovre. Il rejoint ensuite l'équipe de Brondby IF, l'une des plus huppées du championnat du Danemark, lui permettant de glaner ses premiers titres. Il passe brillamment son baccalauréat et étudie l'architecture dans la province de Brondby. Hormis le football, sa passion est le piano. Lors de la saison 1990-1991, alors que son club a déjà réalisé le doublé coupe-championnat, il atteint les demi-finales de la Coupe de l'UEFA. Il est alors repéré par Manchester United, qui l'engage à l'été 1991 pour 750 000 livres sterling (550 000 euros) en remplacement de Les Sealey, parti à Aston Villa, car ce dernier n'a pu signer un contrat que d'une seule année avec le club mancunien au lieu de deux escomptées.
Sous le maillot de Manchester United (où beaucoup considèrent qu'il reste le plus grand gardien de l'histoire du club), Schmeichel enrichit également son palmarès de cinq titres de champion, de trois FA Cup et surtout d'une Ligue des Champions en 1999, au terme d'une finale d'anthologie contre le Bayern Munich. Il a marqué son seul et unique but avec Manchester de la tête sur corner à la dernière minute de jeu contre le Rotor Volgograd en 1995 en Coupe UEFA (2-2) mais United a été éliminé aux buts marqués à l'extérieur.
La finale contre le Bayern est le dernier match de Schmeichel sous le maillot des Red Devils, puisqu'il rejoint l'année suivante le Sporting Clube de Portugal, où il restera deux saisons.
Il n'en tente pas moins un retour en Angleterre, dans les clubs plus modestes d'Aston Villa puis de Manchester City, où il achève sa carrière en 2003.

### En sélection
Malgré sa présence dans un club aussi prestigieux que Manchester United, Schmeichel est un joueur encore relativement inconnu lorsqu'il débarque en Suède en 1992 pour y disputer l'Euro. Jouant sans pression un tournoi qu'elle n'aurait jamais dû disputer (le Danemark a remplacé au pied levé la sélection yougoslave), l'équipe du Danemark fait sensation et remporte la compétition. Elle le doit en grande partie à Schmeichel qui, dans ses cages, a multiplié les exploits et écœuré les attaquants adverses. Il a notamment arrêté le penalty de Marco van Basten lors de la demi-finale d'anthologie contre les Pays-Bas (2-2, 5 tirs au but à 4).
Le 3 juin 2000, il inscrit un but sur penalty lors d'un match amical face à la Belgique (score 2-2).

## Palmarès

### En club

#### Brøndby IF
- Champion du Danemark en 1987, 1988, 1990 et 1991
- Vainqueur de la Coupe du Danemark en 1989
- Finaliste de la Coupe du Danemark en 1988

#### Manchester United
- Vainqueur de la Ligue des Champions en 1999
- Vainqueur de la Supercoupe d'Europe en 1991
- Champion d'Angleterre en 1993, 1994, 1996, 1997 et 1999
- Vainqueur de la FA Cup en 1994, 1996 et en 1999
- Vainqueur de la Coupe de la Ligue anglaise en 1992
- Vainqueur du Charity Shield en 1993, 1994, 1996 et 1997
- Vice-champion d'Angleterre en 1992, en 1995 et 1998
- Finaliste de la FA Cup en 1995
- Finaliste de la Coupe de la Ligue anglaise en 1994

#### Sporting Portugal
- Champion du Portugal en 2000
- Vainqueur de la Supercoupe du Portugal en 2000
- Finaliste de la Coupe du Portugal en 2000

### Parcours en équipe du Danemark
- 129 sélections et 1 but entre 1987 et 2001
- Champion d'Europe des Nations en 1992
- Participation au Championnat d'Europe des Nations en 1988 (premier tour), 1992 (vainqueur), 1996 (premier tour) et 2000 (premier tour)
- Participation à la Coupe du Monde en 1998 (quart de finale)

### Distinctions individuelles
- Élu meilleur joueur danois en 1990, en 1993 et 1999
- Élu joueur clé du Championnat d'Europe des Nations en 1992
- Élu meilleur gardien du championnat danois en 1987, 1988, 1990 et 1992
- Élu meilleur gardien de l'année en 1992 et 1993
- Élu gardien européen de l'année en 1992, 1993, 1997 et 1999
- Élu meilleur gardien UEFA en 1998
- Membre de l'équipe-type de Premier League en 1993
- Membre de l'équipe-type du Championnat d'Europe des Nations en 1992
- Nommé au FIFA 100 en 2004
- Introduit au Hall of Fame anglais en 2003
- Introduit au Hall of Fame danois en octobre 2008